# Campionati del mondo di ciclismo su strada 1997 - Cronometro maschile Under-23
La cronometro maschile Under-23 dei Campionati del mondo di ciclismo su strada 1997 fu corsa l'8 ottobre 1997 in Spagna, nei dintorni di San Sebastián, su un percorso di 32 km. L'oro andò all'italiano Fabio Malberti, che vinse con il tempo di 40'41"55 alla media di 47,18 km/h, l'argento all'ungherese László Bodrogi e il bronzo al sudafricano David George.

## Classifica (Top 10)
| Pos. | Corridore             | Squadra     | Tempo     |
| ---- | --------------------- | ----------- | --------- |
| 1    | Fabio Malberti        | Italia      | 40'41"55  |
| 2    | László Bodrogi        | Ungheria    | a 26"48   |
| 3    | David George          | Sud Africa  | a 30"61   |
| 4    | Raivis Belohvoščiks   | Lettonia    | a 34"39   |
| 5    | Guillaume Auger       | Francia     | a 47"53   |
| 6    | Oleg Žukov            | Russia      | a 1'03"16 |
| 7    | Andreas Klöden        | Germania    | a 1'06"84 |
| 8    | Bert Grabsch          | Germania    | a 1'13"89 |
| 9    | Iván Parra            | Colombia    | a 1'19"23 |
| 10   | Christian Vande Velde | Stati Uniti | a 1'19"40 |